# New York Herald Waltz
New York Herald Waltz ist ein Walzer von Johann Strauss Sohn ohne Opus-Zahl. Das Werk wurde am 14. Oktober 1894 in der Academy of Music in New York City erstmals aufgeführt.